# Die innere Schönheit des Universums
Die innere Schönheit des Universums (OT: Till det som är vackert) ist ein schwedisches Filmdrama der Regisseurin Lisa Langseth aus dem Jahr 2010.
Der Film thematisiert ein Beziehungsdrama vor dem Hintergrund der Liebe einer jungen Frau zur klassischen Musik.

## Handlung
Die 20-jährige Katarina, die Musik von Mozart liebt, lebt in schwierigen sozialen Verhältnissen. Ihre Mutter ist Alkoholikerin. Sie wohnt mit ihrem gutmütigen Freund Mattias zusammen, der sich um sie bemüht und sie ihretwegen in ein klassisches Konzert begleitet. Die beiden Protagonisten verbinden ansonsten keine gemeinsamen Interessen. Nach einer Prügelei mit Kindern verliert Katarina ihre Arbeitsstelle an einer Schule.
Ziellos umherstreifend führt sie ihr Weg zum städtischen Konzerthaus. Dort wird sie für eine Arbeitssuchende gehalten; nachdem sie eine melodramatische Geschichte über ihre Mutter erfunden hat, erhält sie eine Anstellung als Rezeptionistin. Sie gibt vor, die Tochter einer angehenden australischen Konzertpianistin zu sein, die unter tragischen Umständen an einer Krebserkrankung verstorben ist. Katarina gewinnt die Sympathie ihrer Arbeitskollegen und ist fasziniert von der 'neuen Welt' im Umfeld der klassischen Musik. Dabei entfremdet sie sich immer mehr von ihrem Freund und ihrer Mutter. Bald soll Katarina eine neue Stelle mit mehr Verantwortung in der Jugendbetreuung des Konzerthauses erhalten. Auch lernt sie einen Dirigenten des Konzerthauses kennen, Adam, der wesentlich älter als sie ist und Familie hat. In der Rangordnung des Konzerthauses steht er weit über Katarina, interessiert sich aber für sie, da sie als Waise einer Konzertpianistin eine geheimnisvolle Aura umgibt. Katarinas Lüge ist schnell aufgedeckt, dennoch bleibt Adam weiterhin interessiert. Er schenkt ihr ein Buch von Ekelöf und beeindruckt sie mit seinen Philosophiekenntnissen. Schließlich lassen sie sich auf eine Affäre ein. 
Katarina ist glücklich und denkt schon, sie habe ihren Platz im Leben gefunden, doch das Kartenhaus stürzt ein. Als ihre Mutter sie provoziert, schlägt Katarina sie. Ihre Mutter unternimmt daraufhin einen Suizidversuch. Mattias entdeckt ihre Affäre zu Adam und verlässt sie enttäuscht. Als wiederum Adams Frau misstrauisch wird, beendet er die Beziehung zu Katarina.
Vergeblich bemüht sich Katarina, die Beziehung zu Adam aufrechtzuerhalten. Sie weigert sich, seine Zurückweisung zu akzeptieren und macht Anstalten, ihn zu stalken, was schließlich dazu führt, dass er ihre Entlassung im Konzerthaus durchsetzt. Die Situation eskaliert, als Katarina sich weigert, ihren Arbeitsplatz zu verlassen und vom Sicherheitspersonal vor die Tür gesetzt wird. Sie hält jedoch halsstarrig an Adam fest. Eines Abends, als er ein Konzert dirigiert, schleicht sie sich in sein Büro und wartet auf ihn. Sie will nur noch ihre Anstellung zurück, doch der mittlerweile in Scheidung lebende Adam zeigt sich verbal aggressiv. Er demütigt Katarina, indem er sie für sich tanzen lässt, sie verspottet und beleidigt. Daraufhin stößt Katarina ihn aus dem Fenster – Adam stirbt, musikalisch untermalt von Mozarts Requiem. Katarina kann unbehelligt fliehen. Niemand hat sie gesehen.
Noch einmal besucht sie ihre Mutter im Krankenhaus. Katarina beginnt ein neues Leben und erhält die neue Anstellung in der Jugendbetreuung des Konzerthauses. In der letzten Szene des Filmes sieht man sie im Konzerthaus lächelnd im Publikum.

## Szenische Details
Mehrfach werden Mozarts Requiem und der zweite Satz der 7. Sinfonie von Beethoven als Hintergrundmusik eingespielt. Ob diese musikalische Untermalung einen inhaltlichen Bezug hat oder lediglich eine emotionale Verstärkung der Tragik der Handlung bewirken soll, wird nicht thematisiert und bleibt unklar.

## Deutsche Synchronfassung
Die deutsche Synchronbearbeitung entstand bei der Lavendelfilm GmbH in Potsdam. Elke Weidemann schrieb das Dialogbuch und führte Dialogregie.
| Darsteller                  | Deutscher Sprecher    | Rolle    |
| --------------------------- | --------------------- | -------- |
| Alicia Vikander             | Yvonne Greitzke       | Katarina |
| Samuel Fröler               | Frank Röth            | Adam     |
| Josephine Bauer             | Heide Domanowski      | Birgitta |
| Martin Wallström            | Leonhard Mahlich      | Mattias  |
| Helén Söderqvist Henriksson | Viola Sauer           | Marie    |
| Elisabeth Göransson         | Katarina Tomaschewsky | Agneta   |
| Frederik Nilsson            | Erich Räuker          | Henrik   |
| Magnus Lindberg             | Tim Moeseritz         | Nille    |

## Kritik
Für das Internetportal feature-film ist der Film ein „ambitioniertes schwedisches Drama, das die Regisseurin Lisa Langseth nach ihrem eigenen Theaterstück inszenierte“, ergänzend heißt es dort: „die Geschichte … lebt von der Leistung von Shooting-Star Alicia Vikander“.
Lisa Langseth vom Filmdienst schreibt: „Ein sensibles, in der Hauptrolle stark gespieltes Drama über eine junge Frau, die ein ihren Neigungen gemäßes Umfeld sucht. Der Film setzt sich kritisch mit der Schwerkraft der sozialen Herkunft auseinander“.

## Auszeichnungen
Lisa Langseth und Alicia Vikander wurden 2010 beim Internationalen Filmfestival Mannheim-Heidelberg lobend erwähnt. Mit mehreren Nominierungen und Preisen fand die Produktion internationale Anerkennung.